# William Kirk MacNulty
William Kirk MacNulty, né le 3 décembre 1932 à Long Beach en Californie et mort le 8 novembre 2020 à Arlington, est un franc-maçon et essayiste américain, explorant le thème de la franc-maçonnerie. 

## Biographie

### Vie professionnelle et privée
William Kirk MacNulty né le 3 décembre 1932 à Long Beach, Californie. Il grandit dans la région de la baie de San Francisco et est diplômé au sein de la San Mateo High School en 1950. Il obtient un baccalauréat ès arts, théâtre et art dramatique à l'université Stanford en 1955. Officier d'infanterie du Corps des Marines des États-Unis de 1955 à 1966, il travaille par la suite dans les technologies de l'information en qualité de programmeur et d'analyste des systèmes pour la Compagnie nationale d'assurance-vie et accidents. Et, comme responsable du traitement des données pour une société privée de construction à Nashville. Il obtient un Master en administration des affaires à l'université de Nashville en 1974.
William Kirk MacNulty meurt le 8 novembre 2020 à Arlington en Virginie.

### Franc-maçonnerie
Il est reçu en 1961, en franc-maçonnerie, dans la « Carson Valley Lodge n° 33 » de Gardnerville, Nevada. Il est par la suite membre de plusieurs autres loges, à Hawaï, dans le Tennessee, en Angleterre puis enfin en Virginie.
W. Kirk MacNulty rejoint le 24 septembre 1976 la Lodge of Living Stones n° 9457 de Leeds, dans le Comté du Yorkshire en Angleterre. Il en est le vénérable maître en 1979, 1980 et 1991 et en devient membre honoraire le 15 décembre 2012. En 2008, W. Kirk MacNulty est admis comme membre de la loge de recherche Quatuor Coronati de Londres. En 2016, il est reconnu comme membre de la « Philalèthes Society » pour ses nombreuses contributions à la littérature maçonnique.
W. Kirk MacNulty entre en 2005 chez les « Blue Friars », club d’une trentaine d’auteurs maçonniques vivants, dont ont été membres Harry Carr, auteur de The freemason at work et Bernard E. Jones, auteur de Freemasons' book of the Royal Arch, deux classiques de la littérature maçonnique anglaise. Ses ouvrages font partie des lectures recommandées par la « Reseda masonic lodge ». La « Southern California Research Lodge » le classe n° 5 parmi les 10 auteurs maçonniques ésotériques de référence. Ayant étudié la kabbale à l’école londonienne de la « Toledano tradition », il publie un article sur cette tradition.
La « Royal Art Society » dans un article Alchemy in Freemasonry and Rosicrucianism cite W. Kirk MacNulty en évoquant ses travaux sur la franc-maçonnerie spéculative fondés sur le travail de l’universitaire Frances Yates, historienne anglaise spécialiste de la Renaissance, pour retracer les influences de trois écoles de pensée : la scolastique, l’humanisme et la tradition hermétique. Selon la note de lecture d'un chercheur indépendant, son ouvrage traduit dans plusieurs langues, Freemasonry: Symbols, Secrets, Significance propose une approche simple et claire qui réduit la distance entre une littérature populaire et sensationnelle et une littérature académique souvent inaccessible au grand public. Son dernier ouvrage Contemplating Craft Freemasonry: Working the Way of the Craftsman constitue une contribution sur le plan de la transmission maçonnique en loge. En appliquant la méthode socratique du questionnement, il invite le franc-maçon à réfléchir sur lui-même.

## Publications

### Ouvrages
- (en) Freemasonry: Symbols, Secrets, Significance, 2006; Thames & Hudson.
  - Traduction française : Marie-France de Palomera. La Franc-Maçonnerie (nouvelle édition): Symboles, secrets et significations, Seuil.
  - Traduction espagnole :  (es) Masonería. símbolos, secretos, significado, Electa, 2006.
- (en) Freemasonry: A Journey Through Ritual and Symbol, Art & Imagination, Thames & Hudson, 1991.
  - Traduction française : Marie-France de Palomera. La Franc-maçonnerie : Voyage à travers les rites et les symboles, Seuil, 15 avril 1993.
- (en) The Way of the Craftsman, Plumbstone, 2002, 2017 .
- (en) Contemplating Craft Freemasonry: Working the Way of the Craftsman., Plumbstone, 2018.

### Articles
- (en) Kabbalah: The Toledano tradition, [lire en ligne].
- (en) Neo-Platonism and The Royal Arch Triple Tau. 1999, [lire en ligne].
- (en) A Philosphical Background for Masonic Symbolism, [lire en ligne]
- (en) Masonic Symbolism - Thoughts on Its Philosophical Source, 1999, [lire en ligne]

### Videographies
- (en) Freemasonry and Hermetic Kabbalah. Part 1, 2, 3. Arizona Masonic Education Academy. 2010.
- (en) The Philosophical Background for Masonic Symbolism. Grand Lodge of Indiana. 2012.